# Regulus madeirensis
El reyezuelo de Madeira (Regulus madeirensis) es una especie de ave paseriforme de la familia Regulidae. Es un ave pequeño y uno de los muchos endemismos faunísticos y vegetales de la Macaronesia. Antes de ser reconocida como una especie distinta en 2003, fue clasificada como subespecie del reyezuelo listado. Se diferencia de su pariente por su apariencia y vocalizaciones, y el análisis genético lo confirmó como una especie diferente. El ave de Madeira tiene las partes superiores verdes, las partes inferiores blanquecinas, dos barras alares blancas, y un patrón distinta de la coloración de la cabeza, con una raya ocular negra, una lista superciliar corta y blanca, y una cresta que es principalmente naranja en el macho y amarillo en la hembra.
La hembra construye un nido esférico de telarañas, musgo y pequeñas ramitas, e incuba los huevos y empolla los polluelos sola. Ambos padres alimentan a los pichones. Esta especie se alimenta de insectos y otros pequeños invertebrados en brezo arbóreo, laurisilva y otros tipos de bosque. Es un ave común dentro de su área de distribución limitado, y no se considera en peligro de extinción.

## Taxonomía

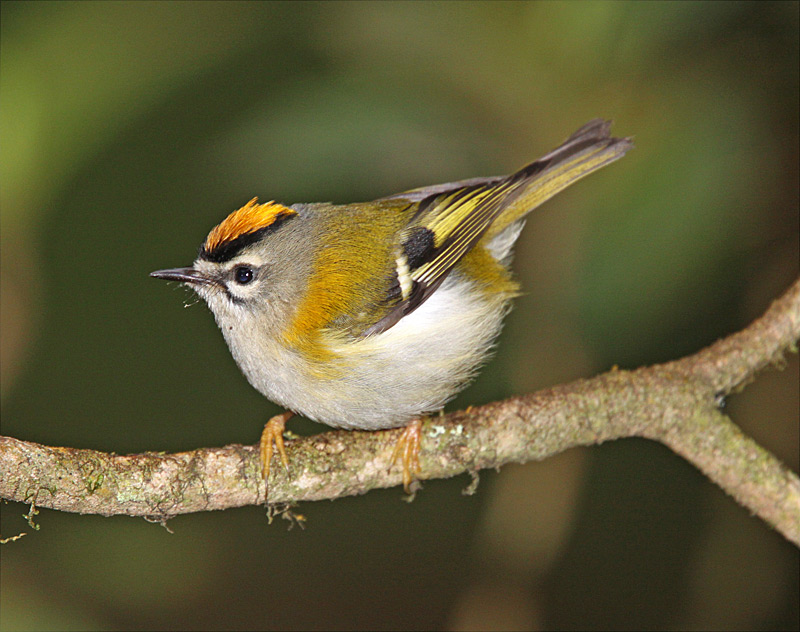
Reyezuelo de Madeira.

Los reyezuelos son un pequeño grupo de aves, a veces incluidos en la familia Sylviidae, frecuentemente considerado una familia, especialmente porque la investigación reciente mostró que los reyezuelos son taxonómicamente alejados de los Sylviidae, a pesar de las similitudes superficiales.
Los nombres de la familia, Regulidae, y su único género Regulus, se derivan del latín regulus, un diminutivo de rex, "rey", y se refiere a las crestas de color naranja o amarillo que son característicos de los reyezuelos adultos. El nombre específico madeirensis se deriva de la isla en la que se encuentra esta ave. El reyezuelo de Madeira fue descrita por primera vez por el naturalista inglés Edward Vernon Harcourt en 1851. Hasta hace poco, fue considerado como una subespecie, R. i. madeirensis, del reyezuelo listado (R. ignicapillus). Sin embargo, un análisis filogenético basado en el gen citocromo b mostró que la forma de Madeira es distinta a nivel de especie de R. i. ignicapillus, la subespecie nominal. La divergencia del gen citocromo b entre el reyezuelo de Madeira y el ave europeo es del 8,5%, siendo comparable con el nivel de divergencia encontrado entre otras especies reconocidas del género Regulus, tal como el 9% entre reyezuelo sencillo y reyezuelo sátrapa. La división fue aceptada por la Asociación de Comités de Registros y Rarezas de Europa (AERC) en 2003, pero algunas autoridades, como Clements, aún no reconocieron la nueva especie.  El nombre inglés recomendado por el Congreso Ornitológico Internacional era inicialmente "Madeiracrest", pero fue posteriormente cambiado en "Madeira Firecrest". El nombre español recomendado por la Sociedad Española de Ornitología es "reyezuelo de Madeira".
Los cantos de las cuatro subespecies del reyezuelo listado –la subespecie nominal R. i. ignicapillus, R. i. balearicus del Mediterráneo, R. i. caucasicus del sureste de Europa, y R. i. laeneni de África del Norte– conocen un número de formas diferentes, pero en general son muy similares. El reyezuelo de Madeira, en cambio, solo tiene un tipo de canto que se divide en tres frases, dos de ellas se componen de llamadas de exhibición modificada y de ira. Sus llamadas de exhibición incluyen un rango de frecuencias más amplio y más armónico que las subespecies continentales. Los machos reyezuelo de Madeira no muestran una respuesta territorial a las grabaciones de los cantos o llamadas del taxón de Madeira, aunque muestran una reacción fuerte a las grabaciones de las llamadas de los reyezuelos continentales. La forma insular fue reconocida como una especie distinta de la forma continental, sobre la base de las diferencias en morfología, vocalizaciones y genética.
Los archipiélagos atlánticos de las Canarias, Azores y Madeira tienen un origen volcánico y nunca fueron parte de un continente. La formación de Madeira comenzó en el Mioceno y la isla era casi completa hace 700.000 años. En un pasado lejano las islas principales de estos archipiélagos fueron todos colonizadas por especies del género Regulus, que evolucionaron en sus respectivas islas, aisladas de las poblaciones del continente. Los descendientes del reyezuelo listado evolucionaron en la isla de Madeira y las subespecies del reyezuelo sencillo evolucionaron en las demás islas. La divergencia del gen citocromo b entre los reyezuelos listados de Europa y los reyezuelos de Madeira sugiere una separación evolutiva hace unos 4 millones de años, es decir, mucho antes de la estimación máxima de 2,2 millones de años de la expansión del reyezuelo sencillo en las Canarias y los Azores

## Descripción
Es un pequeño pájaro regordete, de 9-10 cm de longitud y un peso de alrededor de 5 g. Las partes superiores son de color verde oliva brillante con una mancha de color bronce en cada hombro, y las partes inferiores son blanquecinas lavadas con gris parduzco en el pecho y los flancos. Tiene dos barras alares blancas, un pequeño pico negro, y patas de color marrón-negruzco. La coloración de la cabeza es llamativa, con una raya ocular negra, una lista superciliar blanca, y una cresta de color amarillo en la hembra y principalmente naranja en el macho. Los jóvenes tienen un tono gris en las partes superiores más apagadas, y no tienen una lista superciliar, ni las rayas oculares y en la corona; por su primer invierno, solo las plumas de vuelo y la cola siguen sin mudar, y en el campo las aves jóvenes son prácticamente indistinguibles de los adultos. En el suelo, por lo general se mueve saltando con su cuerpo en posición horizontal; su vuelo es débil y chirriante.
En comparación con el reyezuelo listado, el reyezuelo de Madeira tiene un pico más largo y las patas más largas, una lista superciliar más corta; es más negro en las alas y tiene un parche en el hombro de un profundo color bronce dorado; la cresta del macho tiene un tono naranja más apagado. La cabeza de los juveniles tiene una coloración más sencilla y no tienen la lista superciliar encontrada en las aves juveniles de la especie europea.
Las vocalizaciones del reyezuelo de Madeira y reyezuelo listado se componen de notas agudas, pero el canto del ave de Madeira se divide en tres partes diferentes, mientras que el de las especies más extendidas solo muestra una aceleración gradual y cubre un rango de frecuencias mucho más limitado.  Las llamadas de ambas especies incluyen vocalizaciones agudas y finas zuu zu-zi-zi, aunque el del reyezuelo de Madeira también tiene una distintiva sibilancia aguda y un pío silbido.

## Distribución y hábitat

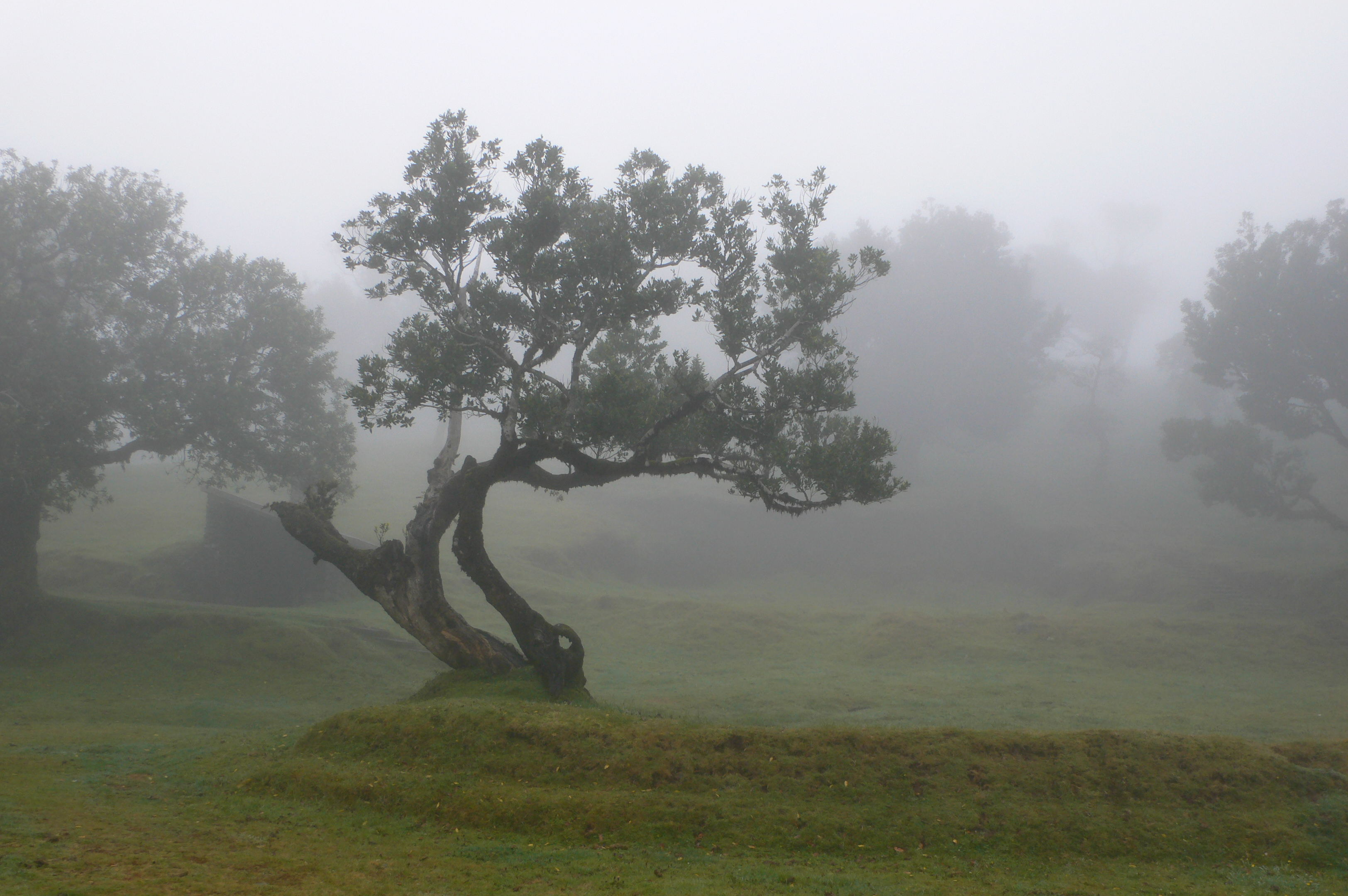
Laurisilva de Madeira.

El reyezuelo de Madeira es endémico de la isla principal de Madeira. Habita principalmente las partes altas, de 600 a 1550 m s. n. m., en todos los tipos de bosques y matorrales, pero con una preferencia por brezos. Aunque está adaptado a matorrales con árboles endémicos, también anida en arbustos de Genisteae, bosque caducifolio relicto de laurisilva dominado por el roble, y matas del cedro japonés Cryptomeria japonica, una especie introducida. Es ausente en las plantaciones de especies ajenas, como eucalipto y acacia, que sustituyeron gran parte de los bosques endémicos de laurisilva de Madeira.

## Comportamiento

### Reproducción
El macho canta durante la temporada de cría, a menudo con su cresta levantada, y tiene un comportamiento de exhibición que incluye apuntar el pico en la dirección de otra ave, mostrando la cresta y el patrón explícito de la cara. Esto difiere de la exhibición del reyezuelo sencillo con su cara más sencilla, que inclina su cabeza para enfatizar la cresta. El reyezuelo de Madeira es un ave monógama. Como es típico de la familia Regulidae, el nido tiene la forma de una cuenco cerrado construido en tres capas, con un pequeño orificio de entrada cerca de la cima. La capa externa del nido está hecho de musgo, pequeñas ramas, telarañas y líquenes. Las telarañas también se utilizan para fijar el nido en las ramas finas que lo soportan. La capa intermedia es de musgo y está recubierta de plumas (hasta 3000) y pelo. La hembra construye el nido sola, aunque el macho la acompaña durante la construcción, que puede durar entre unos días hasta tres semanas.

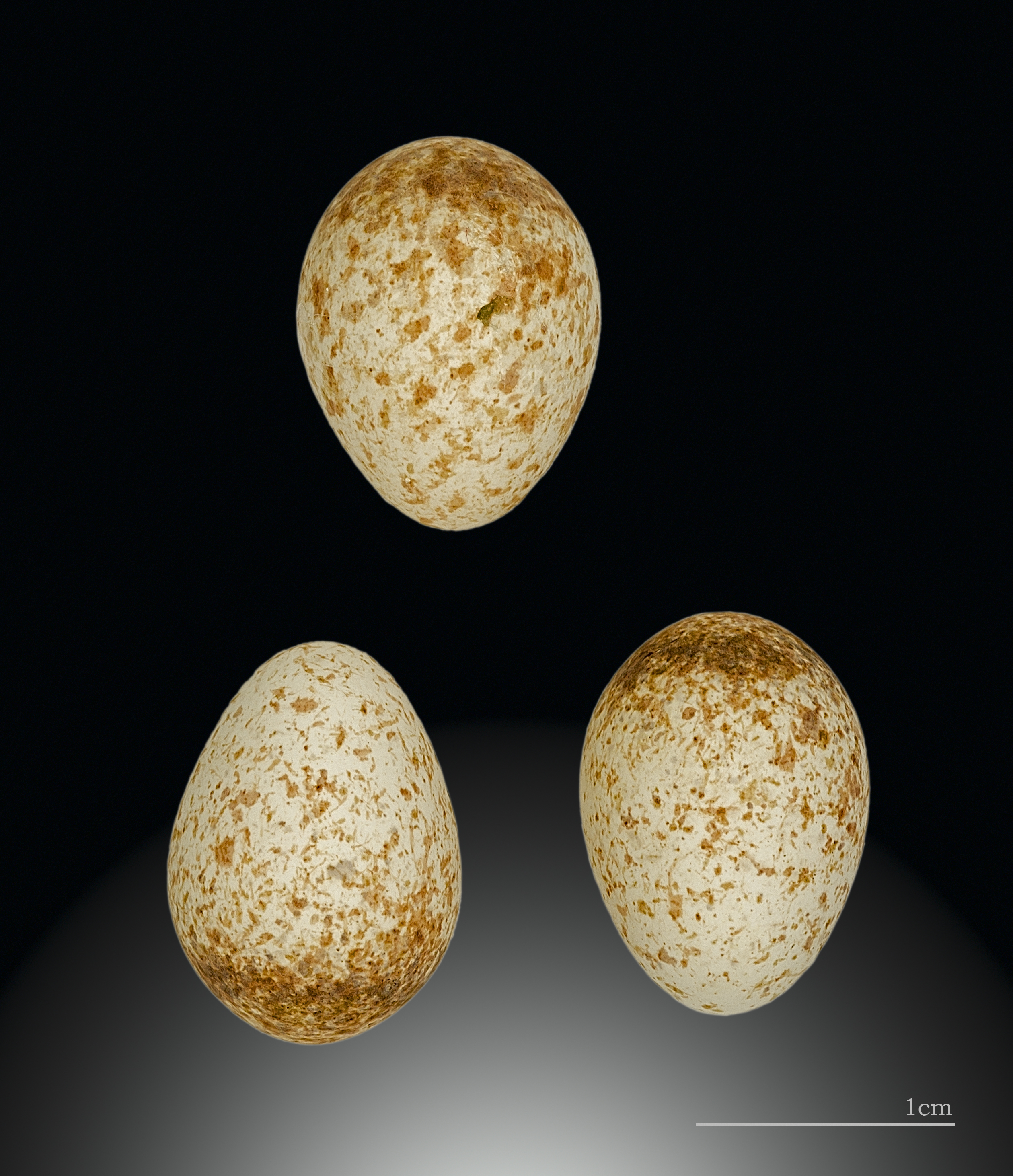
Huevos de Regulus madeirensis (amplificación).

Los huevos se parecen a los del mosquitero (blanco con algunas manchas marrones), y se diferencian de los huevos del reyezuelo listado, que son de color rosa con manchas rojizas muy indistintas en el extremo ancho. Se desconoce el tamaño de la nidada, pero se cree que es más pequeño que la nidada de 7-12 huevos del reyezuelo listado. La hembra incuba los huevos que eclosionan después de 14,5 a 16,5 días, y también incuba los pollitos, que abandonan el nido 19 a 20 días después de la eclosión. Ambos padres alimentan a los polluelos y volantones.

### Alimentación

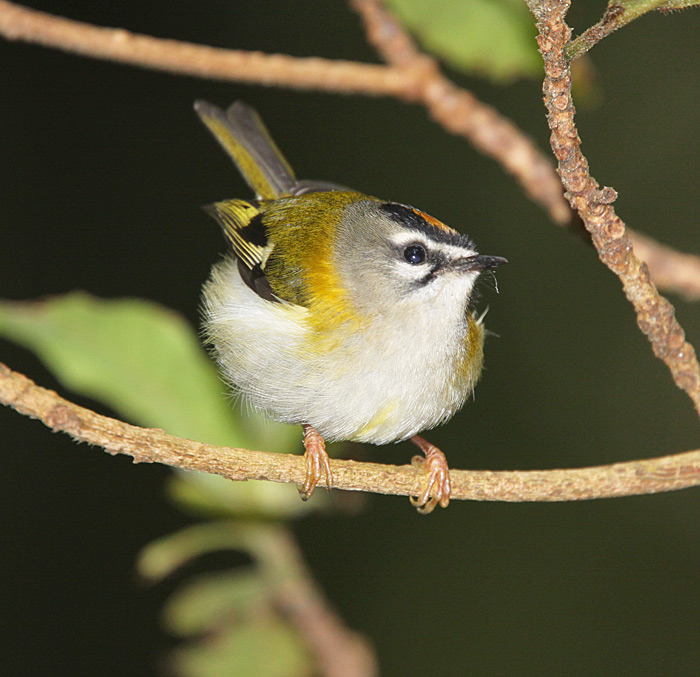
Macho.

Todas las especies del género Regulus son casi exclusivamente insectívoras, y se alimentan de pequeños artrópodos con cutículas suaves, como colémbolos, pulgones y arañas. También se alimentan de capullos y huevos de arañas e insectos, y de vez en cuando comen polen.  Busca alimentos en los árboles, explotando principalmente la superficie superior de las ramas en los hábitats de coníferas y la parte superior de las hojas de los árboles de hoja caduca. Este comportamiento se diferencia del reyezuelo listado, que suele buscar alimentos en la parte inferior de las ramas y hojas. El reyezuelo de Madeira también forrajea en el musgo y líquenes que a menudo cubren las ramas y troncos de los laureles y robles.

## Depredadores y parásitos
La diversidad limitada de las especies de animales en Madeira significa que existen relativamente pocos depredadores potenciales. De las tres aves rapaces en la isla, el ratonero común y cernícalo vulgar depredan principalmente mamíferos; sin embargo, la subespecie oscura del gavilán común, Accipiter nisus granti, es un depredador especializado en atrapar aves del bosque.
A excepción de los murciélagos, no hay mamíferos terrestres nativos de Madeira. Sin embargo, se introdujo un número de especies de mamíferos, dos de los cuales depredan los pollitos. Estos son la rata parda y el gato doméstico, que incluye una población asilvestrada. Incluso los sitios de anidación de alta montaña del petrel Freira, una especie en peligro de extinción, están afectados por estos depredadores.
No se tiene datos sobre los parásitos específicos del reyezuelo de Madeira, pero la pulga Dasypsyllus gallinulae ha sido registrada en otra especie relacionada del género Regulus;  En otra ave macaronésica, el bisbita caminero, se registró una infección significativa por patógenos no nativos, tales como la viruela aviar y malaria aviar.

## Conservación
El área de distribución del reyezuelo de Madeira se compone de una sola isla, en la que parece ser bastante común hasta muy común, aunque su población no ha sido evaluada. Por lo tanto fue clasificado como una especie bajo preocupación menor en la Lista Roja de la UICN. Es posible que su población esté disminuyendo debido a la fragmentación de su hábitat y la pérdida del hábitat de bosque nativo, pero su capacidad de ocupar las plantaciones de algunas de las especies de árboles introducidas ha mejorado este factor hasta cierto punto.